# Доминиканская Республика на Играх доброй воли
Доминиканская Республика принимала участие в летних Играх доброй воли один раз — в Играх 2001 года.
Спортивная делегация Доминиканской Республики завоевала всего 1 медаль, золотую.

## Медальный зачёт

### Медали на летних Играх
| Игры                   | Золото         | Серебро        | Бронза         | Всего          | Место          |
| 1986, 1990, 1994, 1998 | не участвовали | не участвовали | не участвовали | не участвовали | не участвовали |
| Брисбен 2001           | 1              | 0              | 0              | 1              | 29             |
| Всего                  | 1              | 0              | 0              | 1              |                |